# Londres, el Parlamento
La serie de los Parlamentos de Londres es un conjunto de diecinueve cuadros realizada por el pintor impresionista Claude Monet entre 1900 y 1904. Todos los cuadros miden 81 cm por 92 cm y son hechos desde el mismo punto de vista. 

## Contexto
Monet, que ya había visitado Londres entre 1870 y 1871, realizó una primera estadía en esa ciudad en septiembre de 1899. Se hospedó en el Savoy Hotel, que cuenta con una vista despejada hacia el Támesis y el sur de la ciudad. Regresó al mismo hotel durante otras dos temporadas, en febrero y marzo de 1900 y de enero a marzo de 1901. Durante sus estadías, pintó el puente Waterloo temprano en la mañana, durante el amanecer, y luego el puente de Charing Cross durante la tarde. Fue durante su segunda estadía que comenzó a pintar el Palacio de Westminster, visto desde el Hospital Saint Thomas cuando la tarde terminaba, cerca del atardecer. Las primeras telas las realizó in situ, pero la continuó hasta 1904, tras haber regresado a Francia, en particular a partir de fotografías tomadas en el lugar.

## Sitios de conservación
Entre los diecinueve cuadros conocidos de la serie, catorce sse encuentran en instituciones públicas: 
- El Museo Brooklyn, New York (W 1597)[1]
- La Galería Nacional de Arte, Washington D. C. (W 1598)
- El Instituto de Arte de Chicago, Chicago, (W 1600)
- El High Museum of Art, Atlanta (W 1601)
- El Kaiser Wilhelm Museum, Krefeld (W 1602)
- El Palais des Beaux-Arts de Lille (W 1605)
- El Museo Marmottan Monet, París (W 1606
- La Kunsthaus de Zurich (W 1607)
- El Museo de las Bellas Artes André Malraux, Le Havre (W 1608)
- El Museo Metropolitano de Arte, New York (W 1609)
- El Museo de Orsay, Paris (W 1610)
- El Museo de Bellas Artes, San Petersburgo, Florida (W 1611)
- El Museo de Arte de la Universidad de Princeton, New Jersey (W 1612)
- El Museo Pushkin, Moscú (W 1613)

## Lista
En esta lista se presentan las diferentes versiones de Parlemento de Londres.
| Título                                                | Museo                        | Ciudad         | País           | Año       | Illus. |
| ----------------------------------------------------- | ---------------------------- | -------------- | -------------- | --------- | ------ |
| Sin título, llamado El Parlamento de Londres          | Instituto de Arte de Chicago | Chicago        | Estados Unidos | 1900-1901 |        |
| El Parlamento, atardecer                              | Colección particular         |                |                | 1902      |        |
| El Parlamento de Londres, atardecer                   | Galería Nacional de Arte     | Washington     | Estados Unidos | 1903      |        |
| El Parlamento, efecto de sol                          | Museo Brooklyn               | New York       | Estados Unidos | 1903      |        |
| El Parlamento, efecto de neblina                      | Museo de Bellas Artes        | St. Petersburg | Estados Unidos | 1903      |        |
| Londres, el Parlamento (efecto de neblina)            | Museo Metropolitano de Arte  | New York       | Estados Unidos | 1903-1904 |        |
| Londres, el Parlamento. Claro de sol entre la neblina | Museo de Orsay               | París          | Francia        | 1904      |        |
| El Parlamento de Londres. Cielo de tormenta           | Palais des Beaux-Arts        | Lille          | Francia        | 1904      |        |
| El Parlamento, atardecer                              | Kunsthaus                    | Zúrich         | Suiza          | 1904      |        |
| Londres. El Parlamento. Reflejos en el Támesis        | Museo Marmottan Monet        | París          | Francia        | 1905      |        |